# Occhi celesti
Occhi celesti (Celestial Eyes) è un dipinto realizzato nel 1924 dal pittore spagnolo Francis Cugat e conservato alla Princeton University Library for the Grafic Arts Collection.
Realizzata in un iconico stile Art Decò, l'opera è particolarmente celebre in quanto è la sovraccoperta della prima edizione del romanzo Il grande Gatsby di Francis Scott Fitzgerald, ambientato nell'età del jazz degli anni '20 e considerato uno dei romanzi più rappresentativi dell'intera letteratura americana.
L'opera raffigura una volto femminile di flapper dai contorni poco delineati, di cui si vedono soltanto gli occhi e la bocca, sospesi sopra il cielo notturno di una cittadina. In particolare la ruota panoramica e lo scenario scintillante evocano il parco di divertimenti di Coney Island a New York. All'interno delle iridi s'intravedono delle figure femminili di nudo ed una tinta verde in corrispondenza dell'occhio sinistro a simboleggiare una lacrima.

## Storia editoriale
Il motivo iconico della sovraccoperta è dato dalla sua astrattezza che le conferisce un fascino misterioso e che per questo è andata incontro a molte opinioni fortemente contrastanti.
Inoltre, i suoi caratteri poco definiti hanno spinto i lettori e i critici a domandarsi da cosa possa essere stata ispirata, con le ipotesi principali che vertono sul cartellone del dottor Eckleburg nella "valle delle ceneri" oppure la descrizione di Daisy, amata da Gatsby nel romanzo.

### L'artista
Il dipinto è stato realizzato da Francis Cugat, nato come Francisco Coradal-Cougat in Spagna ma cresciuto a Cuba.
Studiò presso l'Accademia di Belle Arti di Parigi. Trasferitosi negli Stati Uniti all'inizio degli anni '20, iniziò la sua carriera come illustratore ed esponendo a New York negli anni '40 prima di trasferirsi a Hollywood. 

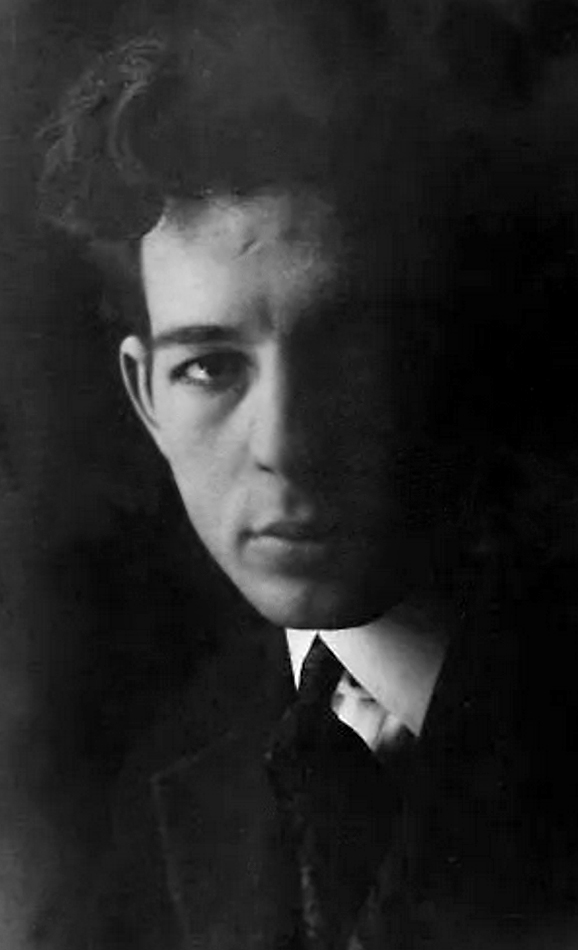
Francis Cugat nel 1917.

Qui lavorò come consulente Technicolor in sessantotto film nel periodo tra il 1948 e il 1955. Il suo ruolo nell'industria cinematografica lo portò a collaborare con diversi personaggi dello spettacolo, tra cui l'attore Douglas Fairbanks.
A Cugat fu commissionata la sovraccoperta del romanzo di Fitzgerald nel 1924, mentre il libro era ancora incompiuto e provvisoriamente intitolato "Tra i mucchi di cenere e i milionari". All'autore piacque tanto il design di Cugat da scrivere in una lettera dell’agosto 1924 mentre era in Francia: 
(Francis Scott Fitzgerald al suo editore Max Perkins)
Per il suo lavoro, Cugat è stato pagato 100 dollari dell'epoca, circa 1700 dollari odierni.

#### Evoluzione dell'opera
In uno schizzo preliminare, Cugat disegnò un paesaggio grigio e tetro, ispirandosi al già citato titolo originario che Fitzgerald voleva dare al romanzo.
Scartato in seguito questo concetto per l'essere eccessivamente cupo, Cugat attuò quindi una modifica radicale che divenne la prefigurazione della sovraccoperta finale: un disegno a matita e pastello del volto seminascosto di una tipica flapper dell'epoca sul canale di Long Island Sound. Similmente alla versione definitiva, la donna si contraddistingueva per le labbra scarlatte, almeno un occhio chiaramente celeste ed una lacrima che sgorgava da questo.
Perfezionando questa idea, un'altra bozza presentava così due occhi luminosi che si stagliavano su un paesaggio urbano newyorkese in ombra. In versioni successive, Cugat sostituì il paesaggio urbano in ombra con luci abbaglianti che ricordano quelle del carnevale ed uno scenario scintillante, che evocava perfino una ruota panoramica e con probabile allusione allo scintillante parco di divertimenti di Coney Island a New York.
Infine, egli dipinse delle figure nude all'interno delle iridi della donna ed una tinta verde in corrispondenza dell'occhio sinistro ad indicare una lacrima.
Tale sovraccoperta, che fu appunto elogiata dallo stesso Fitzgerald e dal suo editore Max Perkins, fu l'unico lavoro che Cugat eseguì per la casa editrice Scribner's nonché l'unica da lui mai disegnata ed affermatasi in seguito come la più famosa nell'intera letteratura americana, se non addirittura mondiale.
Il romanzo fu pubblicato per la prima volta nel 1925 ed in seguito nel 1978 nell’edizione tascabile.

### Ispirazione

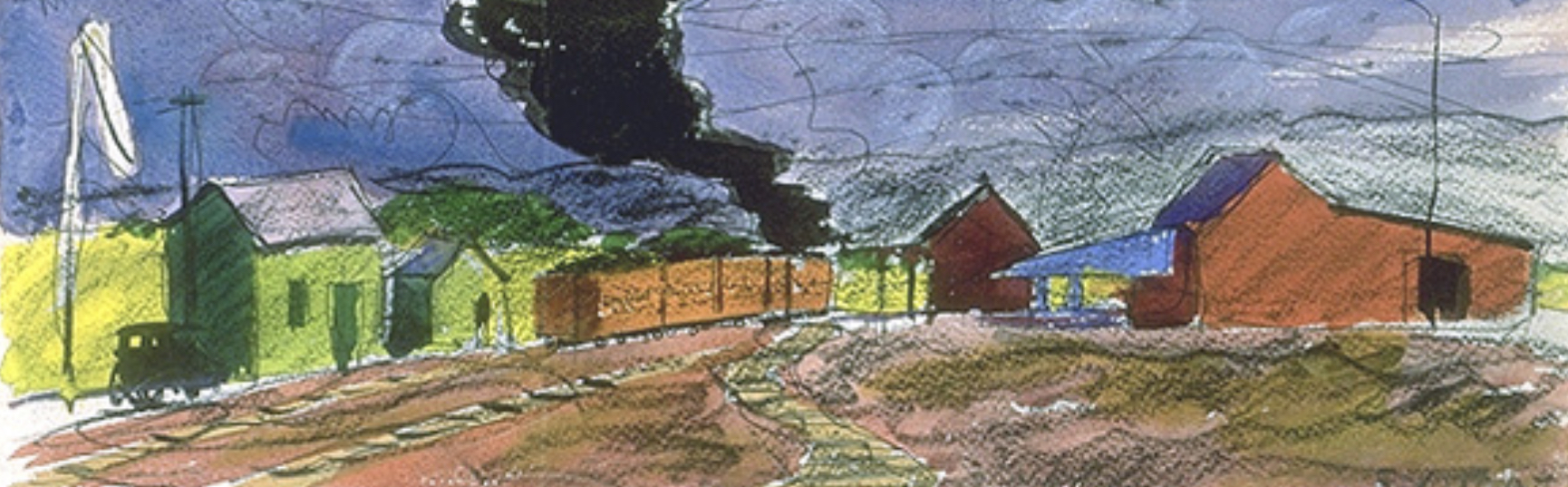
Prima bozza realizzata per la sovraccoperta del romanzo.

Ciò che rende unico questo lavoro è tuttavia la peculiare collaborazione tra Fitzgerald e lo stesso Francis Cugat. Avendo letto soltanto una parte del libro e prendendo come spunto soltanto alcune conversazioni con l'autore ed il titolo, invece di rappresentare un'immagine tratta direttamente dal testo Cugat ne ha creato una fortemente simbolica con gli occhi di una donna che fanno da protagonista, trasformando così un'opera visiva in una rappresentazione astratta.
Originariamente lo sfondo era più arido e brullo, come infatti nel romanzo è la "Valle delle Ceneri" del secondo capitolo, ma su suggerimento dello stesso Fitzgerald è stata abilmente riadattato nella città di New York.

#### Il parere di Hemingway

Festa mobile, l'autobiografia di Hemingway edita nel 1964.

Lo scrittore statunitense Ernest Hemingway fu molto amico di Scott Fitzerald che conobbe durante il suo soggiorno a Parigi, nella primavera del 1925. Nelle sue memorie pubblicate postume, nel 1964, con il titolo "Festa mobile", Hemingway ricorda il suo rapporto intimo con lo scrittore, e di come avessero discusso insieme riguardo alla sovraccoperta del libro che egli personalmente non apprezzava. 
(Ernest Hemingway, "Festa mobile")
La relazione tra l'ispirazione per la sovraccoperta e la sua corrispondenza con il testo del romanzo è stata oggetto di dibattito.

#### Il cartellone pubblicitario

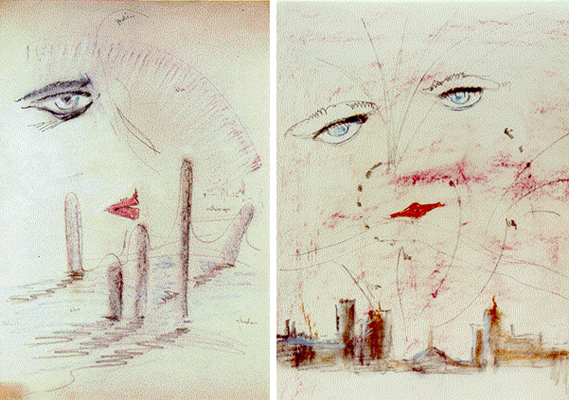
Altro esempio di bozza realizzata da Cugat; sebbene appaia come quasi definitiva, con i grandi occhi celesti già in primo piano, lo sfondo appare però brullo e desolato; sembra raffigurare la "valle delle ceneri" descritta nel secondo capitolo.

Diversi critici suggeriscono che siano stati gli occhi di un cartellone pubblicitario ormai sbiadito, che appare nel secondo capitolo del romanzo, ad essere ispirati da Cugat. Il cartellone è situato in un'area brulla e desolata, detta "Valle delle ceneri" vicino all'autofficina del meccanico George Wilson, e forse era stato esposto per pubblicizzare un oculista dei Queens, il dottor Eckleburg della città di New York, ma da molto tempo abbandonato.
La descrizione che Fitzgerald ne compie è molto simile alla sovraccoperta: gli occhi alti giganteschi colpiscono ancora a tempo di distanza, poggiano su un naso inesistente e la città di New York, dove avrebbe avuto lo studio tale oculista, è rappresentata nella parte bassa della sovraccoperta. 
(Francis Scott Fitzgerald, "Il grande Gatsby")

#### Il ritratto di Daisy

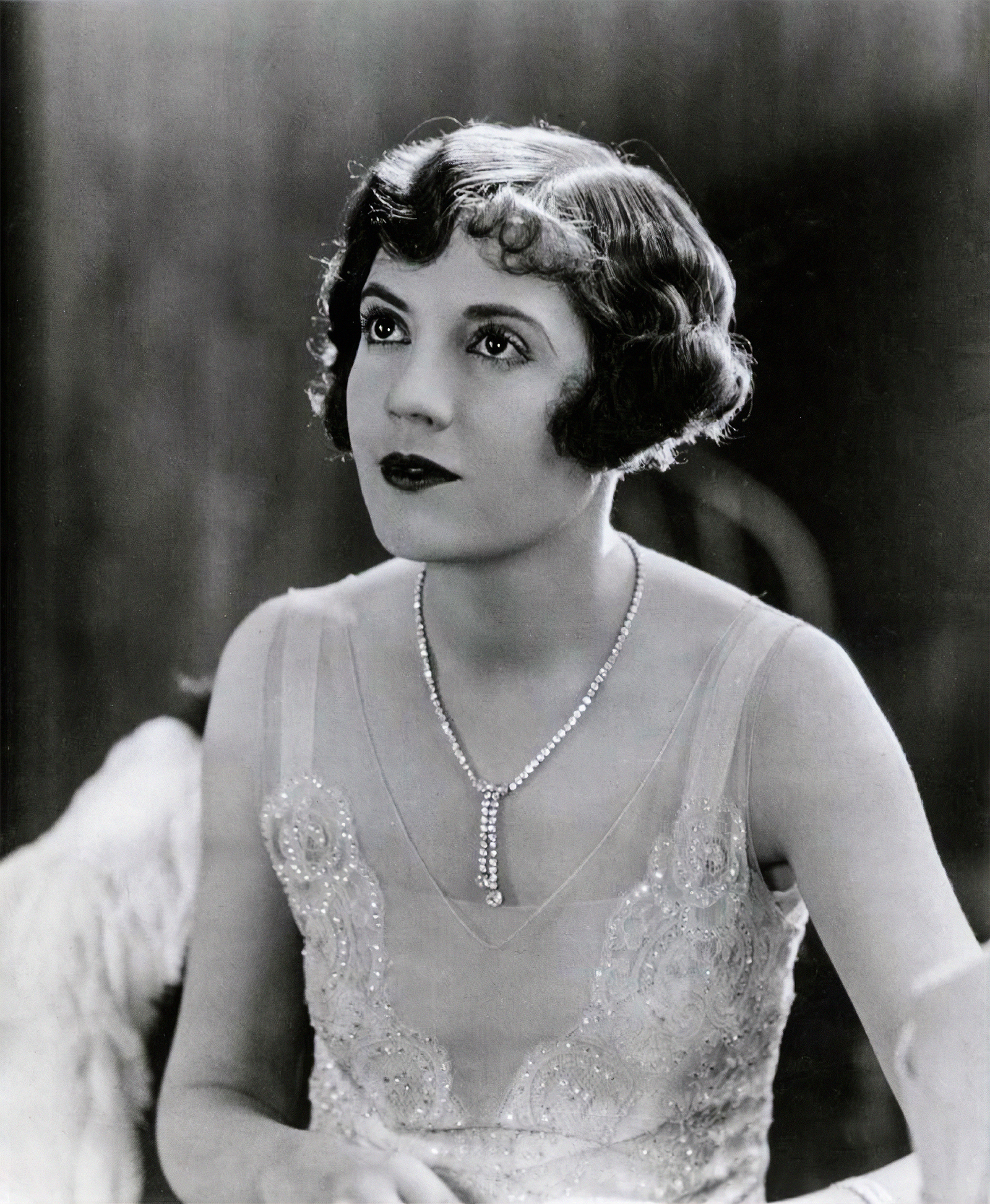
Daisy Buchanan interpretata da Lois Wilson nell'adattamento cinematografico del 1926.

Tuttavia, c'è anche l'ipotesi che la sovraccoperta possa essere stata ispirata dal personaggio di Daisy, cugina dell'io narrante della storia, Nick Carraway.
Da giovane la più popolare ragazza Louisville, nel Kentucky, Daisy intesse negli anni '10 del Novecento una relazione con l'allora anonimo e squattrinato James Gatz. Ma lo scoppio della prima guerra mondiale costringe quest'ultimo a partire per l'Europa e, nonostante la vana promessa di ritornare, il troppo tempo trascorso spinge Daisy a sposare Tom Buchanan, ricco giocatore di polo.
L'ipotesi è sostenuta dal fatto che le labbra siano certamente femminili così come le sopracciglia e gli occhi, vagamente afflitti e sul punto di piangere. Inoltre, nella città di New York si svolge la maggior parte della trama del romanzo.
(Francis Scott Fitzgerald, "Il grande Gatsby")
Ciò, d'altro canto, solleverebbe la questione su quanto Fitzgerald e Cugat sapessero in anticipo l'uno dell'opera dell'altro.
La corrispondenza tra Fitzgerald e Maxwell Perkins rivelerebbe che la copertina fosse stata commissionata in anticipo, ma lo scrittore ha comunque ritardato la consegna del romanzo. Ciononostante, dal carteggio è evidente che Perkins avesse già letto parte del libro e ne avrebbe conservato la sovraccoperta per Fitzgerald. La questione, ad oggi, rimane aperta.

### La riscoperta
Il cugino di Charles Scribner, George Schieffelin, rinvenne lo schizzo in un cestino della casa editrice in cui venivano gettati i documenti inutilizzati. Questi conservò il dipinto, lasciandolo in eredità alla Princeton University Library for the Graphic Arts collection in cui è custodito ancora oggi.